# ゲット・オン・ザ・バス
『ゲット・オン・ザ・バス』（Get on the Bus）は、1996年のアメリカ合衆国のドラマ映画。スパイク・リー監督。
ネイション・オブ・イスラムのルイス・ファラカンが主導した「百万人の行進」に参加するためにワシントンD.C.に向かうバスに乗り合わせた黒人（アフリカ系米国人）たちを描いた群像劇。

## ストーリー
1995年のロサンゼルス。2日後にワシントンで行われる「百万人の行進」に参加するためのツアーバスが出発する。大行進は、黒人イスラム教指導者が全米の黒人に呼びかけたものだが、バスに乗った12人の黒人男性は階層、出自、考え方がそれぞれ異なり、次第に諍いや反目が生まれてくる。
問題児の息子を手錠でつないだエヴァン、駆け出し俳優で虚栄心に満ち絡みグセのあるフリップ、車中の混沌をカメラに収める映画学校の学生エグゼビア、元ギャングで今はイスラム教徒の非行少年指導官ジャマール、ギャングに殺された元警官の父親を持ち、母親は白人という現職警官のゲリー、不当解雇に遭い心臓に持病を抱えながら参加している老人ジェレマイア、別れ話でもつれるゲイのカップルなど。そんな乗客をうまくまとめるのはベテラン添乗員のジョージである。
道中、バスがエンストして替りのバスと新しい運転手のリックがやってくるが、彼はユダヤ人で、車内の差別・被差別の構図が一層複雑になって、険悪なムードに耐えられなくなったリックは途中でバスを降りてしまう。
メンバーが交代で運転に当たり、途中で車販売業の金持ち黒人を拾うが、共和党支持のエリートである彼は持論を展開し、反感を買ってバスから追い出されてしまう。
その後も車内は騒動を繰り返し、何とかワシントンに着くが、その車中でジェレマイアが心臓発作で倒れる。死ぬ覚悟で今回の行進に臨んでいた彼は、病院に搬送され間もなく息を引き取る。
彼の遺品である太鼓の中から一枚のメモが見つかる。それはジェレマイアがスピーチに用意していた祈りの言葉で、一行はリンカーン像の前でその言葉をしっかりと胸に刻んだ。

## キャスト
- リック：リチャード・ベルザー
- ジュニア：ディオンドレ・ボンズ
- フリップ：アンドレ・ブラウアー
- エヴァン・トーマス,Sr.：トーマス・ジェファーソン・バード
- ジャマール：ガブリエル・カセース
- クレイグ：アルバート・ホール
- エグゼビア：ヒル・ハーパー
- ランドール：ハリー・レニックス
- ジェイ：バーニー・マック
- ウェンデル：ウェンデル・ピアース
- ゲリー：ロジャー・グエンヴァー・スミス
- カイル：イザイア・ワシントン
- マイク：スティーヴ・ホワイト
- ジェレイマ：オジー・デイヴィス
- ジョージ：チャールズ・S・ダットン

## スタッフ
- 監督・製作総指揮：スパイク・リー
- 脚本：レジー・ロック・バイスウッド
- 製作：ビル・ボーデン、ルーベン・キャノン、バリー・ローゼンブッシュ
- 撮影：エリオット・デイヴィス
- 編集：レンダー・T・セールズ
- 衣裳デザイン：サンドラ・ヘルナンデス
- 音楽：テレンス・ブランチャード、デヴラ・D・ジェフリーズ
- 美術：イナ・メイヒュー